# Indicator Aviation, Inc.
Az Indicator Légiforgalmi Légitársaság, angol elnevezéssel Indicator Aviation kb. 1991-től 2009-ig működő, magyarországi magán-légitársaság volt. A 90-es években Magyarország legnagyobb magán-légitársaságai közé tartozott.

## Szolgáltatásai
- Kereskedelmi célú légi utas- és áruszállítás
- Bel- és külföldi menetrendszerű járatok
- Gáz- és olajvezeték légi ellenőrzés
- Reklámtranszparens-vontatás
- Pilótaképzés
- Utasrepültetés
- Légifényképezés

## Flottája
1 db L–410 Turbolet típusú lgcs. gázturbinás rg. HA-LAO
2 db Piper PA–31 Navajo típusú dugattyús rg. HA-APE (beceneve: panoráma ablakos navahó), HA-ACJ (beceneve: p-navahó)
1 db Pilatus PC–6 Turbo Porter típusú rg. HA-YDE (beceneve: picike hatos vagy az Echó)
2 db Cessna 182 típusú rg. HA-SKG (beceneve: felhő-faló) HA-CTE
2 db Cessna 172XP típusú rg. HA-SJN (beceneve: őszi légy)
HA-SLK (beceneve: lopakodó)
1 db Cessna 150 típusú rg. HA-SJS (beceneve: tűzgolyó)
2 db Maule M-7-235 típusú rg. HA-YMA, HA-YMB (becenevük: pumukli)
3 db Z–37A Čmelák típusú rg. HA-MGR,HA-MGO,HA-MFJ
1 db An–2 típusú rg. HA-DAC
1 db R–26 Góbé típusú vit. rg.